# Franciska Gaal
Franciska Gaal nacida Franciska Silberspitz y Szidónia Silberspitz, también conocida como Franciska Gaál (Budapest, 1 de febrero de 1903-Nueva York, 13 de agosto de 1972) fue una cantante y actriz húngara.

## Trayectoria
Nació en el seno de una familia judía de trece hijos de Budapest, ciudad en la que el padre tenía un restaurante. No fue buena estudiante y le gustaba recitar poemas y contar historias a sus compañeros y profesores, Desde muy joven quiso ser actriz y estudió en la academia teatral de la capital húngara con el profesor Gyula Gál, que le puso como nombre artístico, Franciska Gaál. Por aquella época, solicitaba constantemente un papel en los teatros de Budapest. Al terminar la Primera Guerra Mundial empezó a trabajar gracias al apoyo del escritor Ferenc Molnar. Su primer personaje como profesional lo interpretó en el cine mudo con la película La aventura de Bostonville (A bostonville-i kaland), en 1920. Al año siguiente, protagonizó El ratón (Az-Eger). Muchas de sus películas se han perdido y solo se tiene información documental de ellas. En 1922, consiguió su primer papel teatral y fue alcanzando cada vez más fama hasta llegar a ser una de las actrices más brillantes y celebradas de Hungría. En 1928, no quiso abandonar su país para rodar una película en Alemania invitada por un director alemán. Tiempo después, le propusieron ir a Hollywood para hacer carrera internacional, pero Gaál, que seguía siendo una gran estrella en Hungría, volvió a rechazar la oferta.

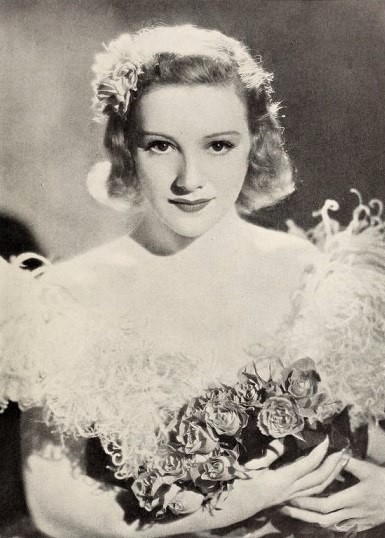

Con la llegada del cine sonoro, el productor Joe Pasternak que trabajaba para Universal Pictures en Europa la llevó a los estudios de Berlín y Viena donde filmó comedias musicales ligeras como Paprika en 1932, seguida por Saludo y beso en 1933 y otras. Gaal acabó siendo muy popular en nightclubs, teatro y cine centroeuropeos. La película Escándalo en Budapest, de 1933, fue un gran éxito internacional, pero la llegada de Hitler al poder ese mismo año convirtió a la actriz de ascendencia judía, en persona non grata en Alemania, por lo que junto a Pasternak y otros compañeros se instaló en Austria, donde aún no existía una política oficial antisemita. De esta época son Desfile de primavera (1934), La fruta verde (1935), La pequeña mamá (1935) y Peter (1935). Tras el Anschluss de 1938, los artistas judíos que se habían refugiado en Austria emigraron a Estados Unidos y se establecieron en Hollywood donde Gaal rodó varias películas como la primera película estadounidense de Cecil B. DeMille, Corsarios de Florida (1938), Paris Honeymoon (1939) junto a Bing Crosby dirigida por Frank Tuttle, The Girl Downstairs (1939) dirigida por Norman Taurog. Pero su acento húngaro no gustaba al público estadounidense y habitualmente era sustituida por Deanna Durbin en las adaptaciones de sus películas europeas. Esta situación unida a su dificultad para acostumbrarse al rígido sistema de los estudios hizo que, en 1940, regresara para cuidar a su madre enferma a una Hungría inmersa en la Segunda Guerra Mundial, por lo que, mientras que la mayoría de los miembros de su familia eran asesinados, ella tuvo que vivir escondida en el sótano de la casa de su segundo marido hasta que la encontró el Ejército Rojo. Fue invitada a Rusia con todos los honores, donde su película Little Mama (1935) de Henry Koster había sido un éxito. 
Después de la guerra, fue contratada para protagonizar junto a varias estrellas del III Reich como Hans Moser y Johannes Heesters, una película húngara, pero finalmente, los problemas financieros impidieron que se rodara. En 1947, volvió a Hollywood, pero allí ya la habían olvidado y los estudios la rechazaron. A pesar de ello, no regresó a Hungría. En 1951, reapareció brevemente en Broadway para reemplazar a su compatriota Eva Gabor (hermana de Zsa Zsa Gabor) en el espectáculo The happy time. Murió arruinada y sola en un hospital psiquiátrico estadounidense para pobres. Sin que nadie se ocupara de su tumba, no ha trascendido dónde están sus restos.
El realizador argentino Edgardo Cozarinsky escribió su relato El fantasma de la Plaza Roja basado en su fugaz estrellato.